# Skavistjärnen
Skavistjärnen är en sjö i Bodens kommun i Norrbotten och ingår i Luleälvens huvudavrinningsområde. Sjöns area är 0,028 kvadratkilometer och den befinner sig 154 meter över havet.